# Davide Gardini
Davide Gardini (ur. 11 lutego 1999 w Montebelluna) – włoski siatkarz, grający na pozycji przyjmującego. 
Jego ojciec Andrea Gardini, również był siatkarzem oraz jego młodsza siostra Beatrice gra zawodowo w siatkówkę.

## Sukcesy reprezentacyjne
Mistrzostwa Europy Kadetów:
- 2017[6]

Olimpijski festiwal młodzieży Europy:
- 2017

Mistrzostwa Świata Juniorów:
- 2019

Letnia Uniwersjada:
- 2021[7]

## Nagrody indywidualne
- 2017: Najlepszy przyjmujący Mistrzostw Europy Kadetów[6]